# Перфеназин
Перфеназин (этаперазин) — нейролептик фенотиазинового ряда, структурно схожий с метеразином. По выраженности антипсихотического эффекта превосходит аминазин, приближаясь в этом отношении к трифтазину. Обладает мощным противорвотным действием.
Перфеназин входит в перечень жизненно необходимых и важнейших лекарственных препаратов.

## Общая информация
По химическому строению отличается от метеразина наличием при атоме азота в положении 4 пиперазинового ядра оксиэтильной группы вместо метильной.
Перфеназин значительно активнее аминазина по противорвотному эффекту и способности успокаивать икоту. Оказывает мышечно-расслабляющее действие. Несколько меньше, чем хлорпромазин, усиливает действие снотворных, наркотических и других веществ, оказывающих угнетающее влияние на ЦНС; гипотермическое действие выражено в слабой степени; по адренолитической активности несколько уступает хлорпромазину. Оказывает каталептогенное действие.
В связи с сильной антипсихотической активностью перфеназин может быть эффективен у больных, резистентных к хлорпромазину. Антипсихотическое действие сочетается у перфеназина с выраженным активирующим влиянием и избирательным воздействием на синдромы, протекающие с заторможенностью, вялостью, апатией, в первую очередь со субступорозными явлениями, а также на апатоабулические состояния.
Перфеназин может также применяться при неврозах, сопровождающихся тревогой, страхом, напряжением и т. п.
Одними из важных показаний к применению перфеназина являются неукротимая рвота и икота. Как противорвотное средство перфеназин применяют при лучевой терапии и химиотерапии злокачественных новообразований.
Перфеназин назначают внутрь в виде таблеток после еды. Лицам с психическими заболеваниями, ранее не лечившимися нейролептиками, устанавливают начальную дозу 0,004—0,01 г (4—10 мг) 1—2 раза в день. При возбуждении и быстром нарастании психотических явлений суточные дозы могут достигать 30—40 мг. В дальнейшем дозу постепенно увеличивают, подбирая её индивидуально для каждого больного. У больных, впервые начинающих лечение нейролептиками, оптимальная суточная доза составляет обычно 50—80 мг (в 2—3 приёма). Больным с хроническим течением болезни суточную дозу доводят до 0,1—0,15 г, а в особо резистентных случаях до 0,25—0,3 г (а иногда 0,4 г). Длительность курса лечения составляет от 1 до 4 мес и более. Поддерживающая терапевтическая доза — обычно 0,01—0,06 г (10—60 мг) в сутки.
Лечение перфеназином можно проводить в комбинации с другими психотропными препаратами.
В акушерской, хирургической, терапевтической и онкологической практике при применении в качестве противорвотного средства, а также при неврозах перфеназин назначают по 0,004—0,008 г (4—8 мг) 3—4 раза в день.

## Побочные эффекты
Перфеназин переносится обычно лучше, чем аминазин: меньше выражены сонливость, заторможенность, вялость, однако чаще, чем аминазин, вызывает экстрапирамидные расстройства. Он также может вызывать артериальную гипотензию, тахикардию, диспепсические явления, атонию кишечника и мочевого пузыря, поражение печени и почек, аменорею, галакторею, снижение либидо, приапизм, депрессию, нейролептическую дисфорию, эпилептиформные припадки, нечёткость зрения, отложение светонепроницаемого материала в роговице, хрусталике, сетчатке, пигментную ретинопатию, меланоз, фотосенсибилизацию кожи, сыпь с контактным дерматитом, волчаночноподобный синдром, удлинение интервала QT, трепетание и мерцание желудочков, непроходимость кишечника, агранулоцитоз (в первые 6 месяцев приёма препарата), лейкопению, тромбоцитопению, пневмонию (проявляющуюся болью в груди, одышкой; может протекать бессимптомно), холестатическую желтуху, нарушение терморегуляции (тепловой удар, гипотермию, злокачественный нейролептический синдром), сахарный диабет.
Перфеназин может нарушать способность пациента управлять движущимися механизмами, способность водить автомобиль.

## Противопоказания
Гиперчувствительность к перфеназину, нарушения кроветворения (лейкопения, анемия), шок, угнетение центральной нервной системы (в том числе при злоупотреблении алкоголем, наркотиками, барбитуратами), алкогольная интоксикация, печёночная недостаточность, почечная недостаточность, синдром Рейе, рак молочной железы, эндокардит, микседема, прогрессирующие системные заболевания головного и спинного мозга, декомпенсированные пороки сердца, тромбоэмболии, бронхоэктатическая болезнь на поздней стадии, коматозные состояния (в том числе вызванные приёмом алкоголя, наркотиков, барбитуратов); язвенная болезнь желудка и двенадцатиперстной кишки, эпилепсия, закрытоугольная глаукома, гиперплазия предстательной железы, болезнь Паркинсона, острые травмы головного мозга, беременность, детский возраст (до 12 лет).

## С осторожностью
С осторожностью перфеназин применяют при холелитиазе, мочекаменной болезни, остром пиелите, ревматизме, ревмокардите, кормлении грудью.

## Взаимодействие
Усиливает гепато- и нефротоксическое действие других лекарственных средств, а также эффективность транквилизаторов, анальгетиков, снотворных, средств для наркоза, алкоголя, снижает эффект противопаркинсонических средств.

## Условия отпуска из аптек
Перфеназин продаётся в аптеках только по рецепту врача-психиатра.

## Условия провоза за границу
В ряде стран мира запрещено провозить перфеназин за границу без письменного разрешения врача-психиатра.

## Передозировка
При передозировке перфеназин не удаляется из организма гемодиализом.

## Интересные факты
В качестве противорвотного входит в состав индивидуальной аптечки АИ-2 (5 таблеток по 6 мг).